# 王翠凤
王翠凤（1963年1月—），女，汉族，安徽芜湖人，中华人民共和国政治人物，无党派人士。安徽大学法学专业本科毕业。

## 生平
1980年9月，在安徽大学法律系法学专业学习。1984年7月毕业并参加工作，在华东冶金学院经济管理系任教。1994年7月，任华东冶金学院教师，马鞍山市第四(天一)律师事务所主任(1997年9月被评为副教授)。1998年9月，任华东冶金学院法学院经济法系副主任，马鞍山市天一律师事务所主任。1999年5月，任马鞍山市司法局副局长。2000年8月，任安徽省司法厅副厅长(其间：2001年9月至2004年12月，在安徽大学法学院法律硕士学位研究生班学习，获法律硕士学位)。2012年2月，任安徽省司法厅厅长。2013年1月，任安徽省人大常委会副主任。2018年1月，任安徽省人民政府副省长。2023年1月，王翠凤当选为安徽省人大常委会副主任，不再担任省人民政府副省长。
2008年，当选全国人民代表大会安徽地区代表。2013年，被选为第十二届全国人大代表。2018年2月24日，当选为第十三届全国人大代表。